# Benajah Harvey Carroll
Benajah Harvey Carroll , conocido como BH Carroll (Condado de Carroll, Misisipi, Estados Unidos, 27 de diciembre de 1843 - Waco, Texas, Estados Unidos, 11 de noviembre de 1914), fue un teólogo, predicador, misionero, escritor, erudito bíblico y pastor bautista reformado estadounidense.

## Biografía

### Primeros años
Benajah Harvey Carroll , conocido como BH Carroll nació en el Condado de Carroll, Misisipi, Estados Unidos, el 27 de diciembre de 1843, fue uno de los doce hijos de Benajah Carroll y la ex Mary Eliza Mallard. Su padre era un pastor bautista. La familia se mudó al Condado de Burleson, Texas en 1858.
Carroll sirvió en el ejército de los Estados Confederados de América desde 1862 hasta 1864. En 1865, a la edad de veintidós años, se convirtió al cristianismo en una reunión campestre metodista después de aceptar el desafío de un predicador de experimentar con el cristianismo. En 1866, tomó como segunda esposa a la ex Ellen Virginia Bell.  La primera esposa se divorció por su infidelidad mientras Carroll estaba en guerra.  Después de su muerte, se casó con la ex Hallie Harrison en 1899.

### Obra misionera
Carroll fue un líder denominacional tanto en la Convención General Bautista de Texas (de la cual fue uno de sus principales fundadores) como en la Convención Bautista del Sur . Gran parte de su ascenso a la prominencia se desarrolló al demostrar que era un enemigo formidable en la controversia, incluidos los debates con los políticos de Texas, defendiendo las políticas de la junta y la autoridad de la convención en la controversia de Hayden en la Convención General Bautista y oponiéndose al presidente del Seminario del Sur durante la controversia de Whitsitt. en el Seminario Teológico Bautista del Sur . Si bien Carroll tenía tendencias Landmark, no era el campeón del Landmark Movement.algunos lo han hecho ser. De las cuatro controversias principales relacionadas con las ideas de Landmark, Carroll se puso del lado de los Landmarkers en tres de las cuatro.  Sólo en la controversia de Whitsitt Carroll se puso del lado de Landmarkers y, para Carroll, esa controversia fue sobre la autoridad del administrador, no sobre las creencias de Landmark.
Lideró la fundación del Seminario Teológico Bautista Southwestern en Fort Worth, Texas en 1908, que se trasladó de Waco a Fort Worth en 1910.  Se desempeñó como presidente del seminario hasta su muerte.
El hermano menor de Carroll, James Milton Carroll , también fue un importante líder bautista en Texas. Su hijo, BH Carroll Jr., más tarde se convertiría en superintendente escolar del condado de Tarrant y en el homónimo del Distrito Escolar Independiente de Carroll en Southlake , Texas.

### Tipo de teología
La teología de Carroll puede describirse mejor como moderadamente calvinista , posmilenial y completamente bautista. Su posmilenialismo no se asoció ni con la ingeniería social de Walter Rauschenbusch , ni con la expectativa de que cada alma en cada comunidad se convertiría. En cambio, Carroll tenía una confianza tan fuerte en la obra del Espíritu Santo , el vicario de Cristo, que las iglesias que aceptaban su papel como instrumentos de Dios en la tierra no fallarían en última instancia en la misión del Espíritu Santo de lograr la conversión de la gran mayoría de la humanidad. , momento en el cual Cristo regresaría para instituir plenamente Su reino en la tierra. Carroll atacó con vehemencia a la Iglesia católica por la afirmación papal que usurpó el papel del Espíritu Santo como representante de Cristo,  premilenialismo dispensacional por su pesimismo sobre el éxito del Espíritu Santo y el éxito de las iglesias,  el Movimiento de Restauración por su confianza en la aprehensión humana y la negación de la revelación directa y el modernismo por la excesiva dependencia del método científico hasta la exclusión de la revelación divina y la evidencia histórica.

### Resurgimiento de los conservadores bautistas del sur
Si bien Carroll era conocido por su predicación expositiva y había estado de acuerdo con el primer artículo de la Confesión de Fe Bautista de New Hampshire, que decía que las Escrituras contenían "la verdad sin ninguna mezcla de error",  la doctrina de las Escrituras no era el principio más notable de la teología y el trabajo de Carroll. Su trabajo sobre el tema, inspiración de las Escrituras , fue compilado y publicado póstumamente por JB Cranfill en 1930. A partir de finales de los sesenta y teniendo su apogeo a finales de los setenta y principios y mediados de los ochenta, el resurgimiento conservador miró hacia Carroll. como base para sus propios argumentos y como ejemplo de la posición histórica de los bautistas del sur sobre la infalibilidad de las Escrituras.
Harold Lindsell describió ampliamente la posición de Carroll en una de sus obras.  Lindsell también declaró: "Este volumen [ Inspiration ] debería ser reeditado hoy y leído por decenas de miles de bautistas para que comprendan mejor las raíces teológicas de las que han surgido".  Un año después de que Lindsell publicara esas palabras, Thomas Nelson reimprimió Inspiration , incluyendo dos prefacios adicionales. Una fue de Paige Patterson, líder en el resurgimiento y futura sucesora de Carroll como presidenta de Southwestern.
El otro prefacio fue de WA Criswell, quien en ese prefacio consideró que la reimpresión era "oportuna" y que llegaba en "un momento crucial de nuestra historia".  Criswell había servido anteriormente como catalizador para el resurgimiento de su publicación, Por qué predico que la Biblia es literalmente verdadera , en la que Criswell se había referido a Carroll.  Otros miembros del resurgimiento conservador también incluyeron a Carroll en sus defensas de la infalibilidad de las Escrituras.
El historiador Joseph E. Early, Jr., profesor asistente de teología en la Universidad de Campbellsville en Campbellsville , Kentucky , sostiene que Carroll tenía una tendencia dominante, incluso "intimidatoria", y rara vez fallaba en ganarse el camino en asuntos de fe y práctica bautista. Por ejemplo, Carroll trabajó a través de los fideicomisarios para obtener la separación y traslado del seminario de Waco a Fort Worth en 1908, mientras que el presidente de Baylor, Samuel Palmer Brooks, estaba fuera del campus. Constantemente se peleaba con los editores del Texas Baptist Herald a pesar de que el periódico denominacional publicaba sus sermones. No dudó en quitar de la denominación a las iglesias que habían errado.

### Acerca de su obra
Carroll publicó 33 volúmenes de obras y es conocido por su comentario de 17 volúmenes, Una interpretación de la Biblia en inglés . Benajah Harvey Carroll murió el 11 de noviembre de 1914 y está enterrado en el cementerio Oakwood en Waco, Texas .